# Duke of Hereford

Wappen des Duke of Hereford

Duke of Hereford war ein erblicher britischer Adelstitel in der Peerage of England. Der Titel leitet sich vom englischen County of Hereford (Herefordshire) ab.
Der Titel wurde am 29. September 1397 für Henry Bolingbroke, einen Cousin König Richards II. geschaffen, in Anerkennung für dessen Unterstützung gegen Thomas of Woodstock, 1. Duke of Gloucester. Henry war als Witwer der Erbin des Humphrey de Bohun, 7. Earl of Hereford bereits seit 1384 im Besitz von dessen Ländereien in Herefordshire und Northamptonshire. Als Henry Bolingbroke 1399 selbst als Heinrich IV. den englischen Königsthron usurpierte, erlosch der Titel durch Verschmelzung mit der Krone und wurde seither nicht wieder erteilt.
Weitere bzw. nachgeordnete Titel des 1. Dukes waren Duke of Lancaster (geschaffen 1399), Duke of Aquitaine (1399), Earl of Leicester (1265), Earl of Lancaster (1267), Earl of Derby (1337) und Earl of Northampton (1384).

## Dukes of Hereford (1397)
- Henry Bolingbroke, 1. Duke of Hereford (1367–1413), Titel 1399 mit der Krone verschmolzen